# Did It On'em
"Did It On'em" é uma canção da rapper Nicki Minaj para seu primeiro álbum de estúdio Pink Friday. Foi escolhida como o quarto single do álbum e lançado em 7 de Março de 2011 nas rádios norte-americanas.

## Processo de escrita e desenvolvimento
Foi escrita por Shondrae Crawford, Onika Tanya Maraj e por J. Ellington. Depois do single Moment 4 Life ter alcançado o topo da Hot R&B/Hip-Hop Songs e da Hot Rap Songs, Nicki lançou o seu quarto single. A canção é a número "3" do CD e tem duração de 3:32 minutos. Foi produzida por Seandrae Crawford, o Senhor Bangladesh, que já produziu músicas como Video Phone e Diva para Beyoncé. Ele já trabalhou com Lil Wayne, Ludacris, Missy Elliot e Kesha.
A letra se assemelha em parte à "Moment 4 Life", por falar sobre o passado de Nicki Minaj antes da fama e assim como a antecessora, recebeu algumas críticas negativas. O refrão é: "Shitted on 'em, man I just shitted on 'em. Shitted on 'em, put yo' number two's in the air if you did it on 'em". Após o coro, ela canta: "All these bitches is my sons [...] Bitch I get money so I do's what I pleases".

## Recepção e crítica
A canção recebeu crítica muito positivas. Alguns especialistas analisaram o fato da transformação de Minaj de uma cantora de mixtape para uma cantora profissional com contrato com uma gravadora. Scott Plagenhoef disse que essa é a "melhor faixa do disco, devido ao fato de que ela apresenta Minaj indo 'de igual para igual' [...]". Pelo fato de Nicki Minaj fazer uma voz rude e grossa na canção, Tom Breihan afirmou que esse fator favorece muito a canção. Margaret Wappler (do Los Angeles Times) comparou a música com a canção de Lil Wayne, "A Milli", do álbum Tha Carter III. A Rolling Stone colocou a música em número 25 das 50 melhores músicas de 2010. A única nota negativa veio de Sam Wolfson e quase aparece na "Lista Negra do Teen Choice Awards" por ser "muito vulgar e irritante".

## Videoclipe
O videoclipe de Did It On'Em foi anunciado em Abril de 2011 para o dia 27 de maio às 19:00, como visto em seu Facebook oficial

## Desempenho nas paradas musicais
| Parada (2011)                                | Melhor posição |
| -------------------------------------------- | -------------- |
| Estados Unidos - Billboard Hot 100           | 49             |
| Estados Unidos - Billboard R&B/Hip-Hop Songs | 3              |
| Estados Unidos - Billboard Rap Songs         | 4 (3x)         |